# (10055) Silcher
(10055) Silcher (1987 YC1) – planetoida z pasa głównego asteroid okrążająca Słońce w ciągu 5,1 lat w średniej odległości 2,96 j.a. Odkryta 22 grudnia 1987 roku.